# Hinnerk Schönemann
Hinnerk Schönemann (* 30. November 1974 in Rostock) ist ein deutscher Schauspieler und Regisseur.

## Leben
Hinnerk Schönemann ist Sohn eines Ärzteehepaars, das neben ihm noch zwei jüngere Töchter hat. Seine ersten vier Lebensjahre verbrachte er in Rostock. Nach der Trennung seiner Eltern zog er mit seiner Mutter in den Ost-Berliner Stadtteil Marzahn. Anfang 1988 erfolgte die Ausreise aus der DDR nach Hamburg; seine Schulbildung erhielt er auch in England. 1992 kehrte Schönemann mit den Eltern nach Berlin zurück.
Er begann eine Schauspielausbildung an der Hochschule für Schauspielkunst „Ernst Busch“ Berlin, musste diese aber nach einem Jahr verlassen, weil seine Stimme nicht ins Konzept der Ausbildung passe. Anschließend bewarb er sich an der Hochschule der Künste Berlin, die er 2000 abschloss.
Ab 1998 übernahm er Rollen in Fernsehserien und -filmen und ab 2001 auch in Kinofilmen. Von 2001 bis 2003 trat er am Thalia Theater in Hamburg auf.
Von 2007 bis 2008 spielte er eine der Hauptrollen in der Fernsehserie Dr. Psycho – Die Bösen, die Bullen, meine Frau und ich. Seit 2008 ist er neben Mariele Millowitsch in der Fernsehreihe Marie Brand zu sehen, bisher wurden 36 Folgen gesendet. In der vierteiligen Krimireihe Finn Zehender spielt er die Titelrolle und in der US-amerikanischen Produktion Gefährten eine Nebenrolle. Seit 2014 ist er Teil des Ensembles der ARD-Krimireihe Nord bei Nordwest und verkörpert darin den Tierarzt und Polizisten Hauke Jacobs. 2021 hat er neben seiner Rolle in der Reihe erstmals die Regie übernommen.
Hinnerk Schönemann war bis 2007 einige Zeit mit der Schauspielerin Anneke Kim Sarnau liiert. Er lebt seit 2008 auf einem Bauernhof in seiner mecklenburgischen Heimat bei Plau am See. Von 2010 bis 2017 war er mit der Schauspielerin Anne Sarah Schönemann verheiratet, mit der er einen Sohn (* 2012) hat. Er war von 2014 bis 2017 mit einer Lebensgefährtin zusammen, mit ihr hat er einen zweiten Sohn (* 2016). Seit 2020 ist er mit seiner neuen Lebensgefährtin verheiratet, mit ihr hat er eine Tochter (* 2020).
Er engagiert sich als Botschafter bei Stiftung RobinAid und als Jury-Mitglied bei Klappe gegen Rassismus.
Der Filmemacher Hannes Schönemann, verheiratet mit der Regisseurin Sibylle Schönemann, ist einer seiner Onkel.

## Filmografie

### Kinofilme
- 2001: Mein Bruder der Vampir
- 2001: Baader
- 2002: Der Stellvertreter
- 2002: Einfach so bleiben
- 2002: Kroko
- 2002: Kiss and Run
- 2003: Tor zum Himmel
- 2003: Hab mich lieb!
- 2004: NVA
- 2004: Klytämnestra Pocket
- 2004: Fremde Haut
- 2005: Emmas Glück
- 2005: Im Licht der Nacht
- 2005: Arnies Welt
- 2006: Das Leben der Anderen
- 2006: Komm näher
- 2006: Mein Führer – Die wirklich wahrste Wahrheit über Adolf Hitler
- 2006: Yella
- 2007: Der andere Junge
- 2008: Die Zeit, die man Leben nennt
- 2008: 1. Mai – Helden bei der Arbeit
- 2009: 12 Meter ohne Kopf
- 2011: Tom Sawyer
- 2011: Gefährten (War Horse)
- 2012: Die Abenteuer des Huck Finn
- 2014: Alles inklusive
- 2016: Bibi & Tina: Mädchen gegen Jungs
- 2018: Werk ohne Autor
- 2019: Die drei !!!
- 2022: Beule – Zerlegt die Welt

### Fernsehen
- 1998: Im Namen des Gesetzes (Fernsehserie, Folge 3x16)
- 1999: Die Kommissarin (Fernsehserie, Folge 3x09)
- 2002: Die Cleveren (Fernsehserie, Folge 5x07–5x08)
- 2003: Dornröschens leiser Tod
- 2004: Der Boxer und die Friseuse
- 2004: Die Rettungsflieger (Fernsehserie, Folge 8x12)
- 2005: Polizeiruf 110: Vergewaltigt (Fernsehreihe)
- 2005: Stubbe – Von Fall zu Fall: Nina (Fernsehreihe)
- 2005: Die Luftbrücke – Nur der Himmel war frei
- 2005: Wolffs Revier (Fernsehserie, Folge 13x13)
- 2005: Der Dicke (Fernsehserie, Folge 1x11–1x12)
- 2006: Arme Millionäre (Fernsehserie, Folge 2x01)
- 2006: Mörderische Erpressung
- 2006: SOKO Kitzbühel (Fernsehserie, Folge 5x13)
- 2006: Die Zeit, die man Leben nennt
- 2006: Blackout – Die Erinnerung ist tödlich (Fernsehserie)
- 2007: Die Familienanwältin (Fernsehserie, Folge 2x07–2x08)
- 2007: Deadline – Jede Sekunde zählt (Fernsehserie, Folge 1x06)
- 2007: Prager Botschaft
- 2007: Einsatz in Hamburg – Mord nach Mitternacht (Fernsehreihe)
- 2007–2008: Dr. Psycho – Die Bösen, die Bullen, meine Frau und ich (Fernsehserie, 14 Folgen)
- 2008: Tatort: Seenot (Fernsehreihe)
- 2008: Tatort: Ausweglos
- seit 2008: Marie Brand (Fernsehreihe) → siehe Episodenliste
- 2009: Mörder auf Amrum
- 2010: Neue Vahr Süd
- 2010: Spreewaldkrimi: Der Tote im Spreewald (Fernsehreihe)
- 2010: Wolfsfährte
- 2011: Hindenburg
- 2011–2014: Finn Zehender (Fernsehreihe)
  - 2011: Mörderisches Wespennest
  - 2012: Tod einer Brieftaube
  - 2012: Mörderische Jagd
  - 2014: Mord in Aschberg
- 2011: Nils Holgerssons wunderbare Reise
- 2012: Blutadler
- 2012: Die Pfefferkörner (Fernsehserie, Folge 9x03)
- 2013: Zeugin der Toten
- 2013: Ein weites Herz – Schicksalsjahre einer deutschen Familie
- 2014: Tatort: Franziska
- 2014: Für immer ein Mörder – Der Fall Ritter
- seit 2014: Nord bei Nordwest (Fernsehreihe) → siehe Besetzung
- 2015: Harter Brocken (Fernsehreihe)
- 2015: Tod eines Mädchens (Zweiteiler)
- 2015: Unter anderen Umständen: Das verschwundene Kind (Fernsehreihe)
- 2016: Der mit dem Schlag
- 2019: How to Sell Drugs Online (Fast)
- 2019: Der Anfang von etwas
- 2025: Ein ganz großes Ding

## Auszeichnungen
- 2000: Förderpreis für Schauspielstudenten des Bundesministers für Bildung und Forschung der Bundesrepublik Deutschland beim Schauspielschultreffen – Solopreis für seine Rolle als Professor in Operette von Witold Gombrowicz, Hochschule der Künste Berlin
- 2004: Nominierung für den Deutschen Filmpreis in der Kategorie Bester Nebendarsteller für seine Rolle in Kroko
- 2005: Sonderpreis der Jury der Deutschen Akademie der Darstellenden Künste für herausragende darstellerische Leistungen in Der Boxer und die Friseuse beim Fernsehfilm-Festival Baden-Baden[11]
- 2005: Nominierung für den Deutschen Fernsehpreis in der Kategorie Bester Schauspieler – Nebenrolle für seine Rolle in Kroko
- 2007: Franz Hofer-Preis/Filmhaus Award vom Filmhaus Saarbrücken in Anerkennung seines schauspielerischen Schaffens
- 2007: Nominierung für den Deutschen Filmpreis in der Kategorie Beste männliche Nebenrolle für Emmas Glück.[12]
- 2010: Deutscher Fernsehkrimipreis – Sonderpreis für die herausragende Sonderleistung in der ZDF-Produktion Mörder auf Amrum
- 2010: Grimme-Preis, stellvertretend für das Darstellerteam von Mörder auf Amrum
- 2010: Nominierung für den Deutschen Fernsehpreis in der Kategorie Bester Schauspieler für seine Rolle in Mörder auf Amrum
- 2017: Deutscher Schauspielpreis als bester Schauspieler in einer komödiantischen Rolle für Der mit dem Schlag